# Выборгское (электродепо)
ТЧ-6 «Вы́боргское» — тяговое электродепо Петербургского метрополитена, расположено на Московско-Петроградской линии и обслуживает эксплуатируемый на ней подвижной состав; расположено за станцией «Парнас».

## История
Постройка депо велась ускоренными темпами, чтобы разгрузить депо «Невское», обслуживавшее после «Размыва» сразу две линии. Первая очередь депо была открыта 1 февраля 2000 года, как оборотная. Лишь с 1 января 2001 года депо перешло к обслуживанию Правобережной линии. 18 декабря 2008 года была сдана вторая очередь на 15 канав, а в 2013-м — последняя.
В 2009 году был завершён процесс передачи лучших вагонов из ТЧ-5 «Невское», чтобы перейти к обслуживанию только новой Фрунзенско-Приморской линии. С 1 августа 2013 года обслуживает Московско-Петроградскую линию.

## Обслуживаемые линии
| Линия                         | Период                 |
| ----------------------------- | ---------------------- |
| Лахтинско-Правобережная линия | 2000—2009              |
| Фрунзенско-Приморская линия   | 2009—2013              |
| Московско-Петроградская линия | 2013 — настоящее время |

## Подвижной состав

### Пассажирский подвижной состав
| Тип                | Период                            | Вагонов в составе | Состояние               |
| ------------------ | --------------------------------- | ----------------- | ----------------------- |
| 81-717/714         | 2003—2009, 2013 — настоящее время | 6                 | регулярная эксплуатация |
| 81-717.5/714.5     | 2003 — настоящее время            | 6                 | регулярная эксплуатация |
| 81-717.5П/714.5П   | 2012 — настоящее время            | 6                 | регулярная эксплуатация |
| 81-540/541         | 2001—2013                         | 6                 | переданы                |
| 81-540.1/541.1     | 2013 — настоящее время            | 6                 | регулярная эксплуатация |
| 81-540.2/541.2     | 2006—2013                         | 6                 | переданы                |
| 81-540.5/541.5     | 2005—2013                         | 6                 | переданы                |
| 81-541.7 (№ 11478) | зима—весна 2024                   | 6                 | передан                 |
| 81-540.8/541.8     | 2004—2013                         | 6                 | переданы                |
| 81-540.9/541.9     | 2013 — настоящее время            | 6                 | регулярная эксплуатация |
| 81-722/723/724     | 2020—2022                         | 6                 | переданы                |
| 81-725/726/727     | 2026                              | 6                 | планируется             |

Поезда модели 81-722/723/724 «Юбилейный», ранее эксплуатируясь на Московско-Петроградской линии (с 20 марта 2020 года по июль 2022 года) в связи с увеличением составности электропоездов на Фрунзенско-Приморской линии (ТЧ-7 «Южное») с шести до восьми вагонов, вызванным увеличением пассажиропотока в 2019 году, впоследствии были переданы обратно из депо ТЧ-6 «Выборгское» в ТЧ-5 «Невское» для эксплуатации на Невско-Василеостровской линии, на которой были изначально. Причиной этому стало сокращение составности электропоездов на Фрунзенско-Приморской линии с восьми до семи вагонов, в свою очередь вызванное, по слухам в Сети, нехваткой запчастей. Официальной причиной называется падение пассажиропотока на Фрунзенско-Приморской линии в 2019—2022 гг.
С зимы по весну 2024 года в ТЧ-6 «Выборгское» находился промежуточный вагон серии 81-541.7 № 11478 — последний в Петербургском метрополитене, оборудованный польскими антивандальными бархатными сидениями, ранее курсировавший по Фрунзенско-Приморской линии с припиской к ТЧ-7 «Южное», куда позже был возвращён.

## Расположение и особенности
В 1998—2000 годах правый тупик станции «Проспект Просвещения», ныне являющийся 1-м главным путём, был продлён к новому электродепо. Однопутным этот перегон был до 2004 года, пока к депо не был продлён левый тупик.
В 2006 году на перегоне к депо была построена наземная станция «Парнас». К депо примыкает подъездной путь от железной дороги.
ТЧ-6 — одно из трёх депо метрополитена, где проводятся регулярные экскурсии.